# Sandleheath
Sandleheath is een civil parish in het bestuurlijke gebied New Forest, in het Engelse graafschap Hampshire met 680 inwoners.